# Gikondo
Gikondo est une région (imirenge) du Rwanda, faisant partie de la province de Kigali et du district de Kicukiro.

## Histoire

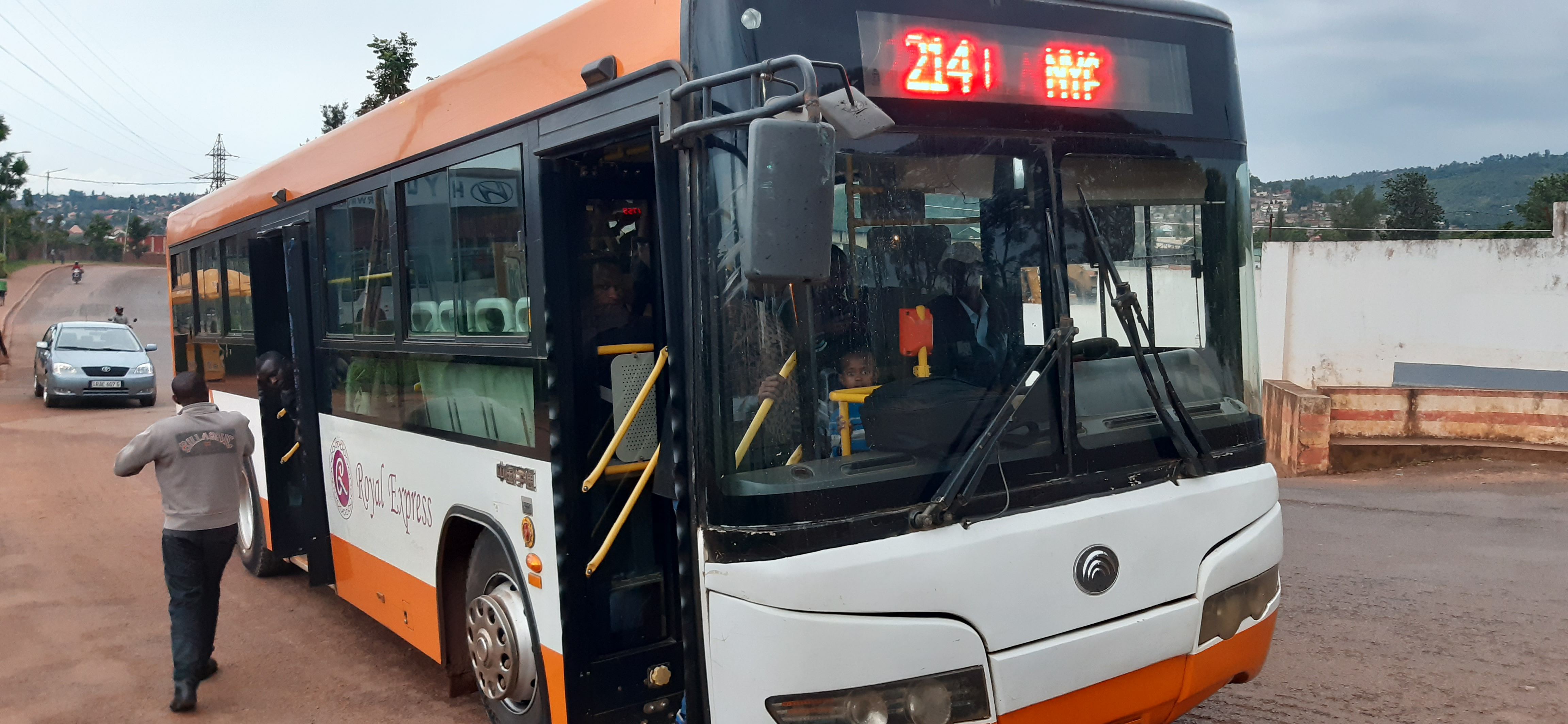
Transport public à Gikondo.